# 信長の野望・烈風伝
『信長の野望・烈風伝（のぶながのやぼう・れっぷうでん）』は、1999年にコーエー（現・コーエーテクモゲームス）から発売された歴史シミュレーションゲーム。「信長の野望シリーズ」の第8作。
Windows版が発売された後、さまざまな家庭用ゲーム機に移植された。「コーエー定番シリーズ」などの廉価版も発売されている。Win版は、2005年9月29日に『信長の野望・武将風雲録』とのツインキャンペーン版も発売された。また、スマホ版も2019年に発売された。
Windows版はWindows XPまでのOSとWindows 7については公式に動作保証されているが、Windows Vistaに対しては動作するともしないとも発表されていない。
なお本項では、本作がベースとなっている『信長の野望DS（DS版）』『信長の野望2（3DS版）』についても併せて記述する。

## 内容

### 概要
プレイヤーは戦国大名の1人、あるいは複数名を選び、全国統一を目指す。従属大名のシステムはなく、全国統一の条件は、全大名を滅ぼすか、征夷大将軍となって、難易度毎に指定された数以上の本城を支配し、全大名と同盟を結ぶかのいずれかである。後述の支城については、必ずしも占領せずともよい。ターンは1年を12ヶ月に分けた1月ごとに進むようになっている。
「烈風伝」では、前作『将星録』同様、箱庭内政システムを採用した。また、野戦の戦闘では、自軍・敵軍の軍勢の大きさによって戦場の規模が変化し、陣形の導入により軍の部隊を機動的に動かせるようにした。また、大名の権勢を表した威信システムなどの新要素が盛り込まれた。
音楽は前作に引き続き山下康介による作曲。前作はオーケストラ録音だったが、今作は全曲シンセサイザー演奏。レコーディングには松武秀樹が参加している。内政時に大名居城のある地方に応じた曲が流れるのは前作と同じだが、戦争時には野戦、攻城戦それぞれ規模に応じた3曲ずつ以外に、織田・武田・上杉・毛利・島津については専用の野戦音楽が用意されている。
グラフィック面でも解像度が上がったことで、武将の顔画像もこれまでの56×70ピクセルよりも大きい96×120ピクセルになり、より細かく描きこまれるようになった。また、シリーズで初めて全武将にモンタージュによる簡易作成ではないオリジナル顔画像が用意された。本作の顔画像のイメージは次々作『蒼天録』まで一部改変されながら受け継がれていくことになる。顔画像以外の部分のデザインも、大きく進化してイメージを一新した。
シリーズとして初の敗北条件に時間切れ(1700年までに勝利条件を達成していない)が導入された。

### パラメータ
本作での武将の能力パラメータは隠しを含めても「政治」「戦闘」「采配」「智謀」「相性」「寿命」「義理」。なお「采配」はヘルプには防御力のように書いてあるが、正確には「反撃時及び遠距離攻撃可能な攻撃（騎馬突撃、弓矢攻撃、鉄砲）への防御力」である。
大名が死亡あるいは隠居した時に比較的勲功の少ない武将が跡を継ぐと、たとえ史実では義理堅いことで有名な者や鉄壁の絆を誇った者同士であっても、後継大名より勲功の高かった家臣などが独立することがあるため、姫武将が家中分裂の原因ともなり得る。

### 特技
特技については前作のものをほぼ踏襲している。内政特技は「農業」「商業」「建設」「外交」「登用」の5種類である。戦闘特技については次の通り。
騎突
騎馬隊・騎馬鉄砲隊の突撃の威力が上がる。なお、上杉謙信、武田信玄は騎馬突撃の威力がさらに大幅に上がる。上杉謙信は兵科で騎馬を選択した場合のみ通常戦闘力も2倍になる（ただしPK版をインストールするとその設定が消える）。
騎鉄
騎馬隊に鉄砲の能力を有する「騎馬鉄砲隊」を編成できる。伊達政宗と鈴木重秀は晴れか曇りのときに突撃を選択すると、鉄砲攻撃をした後に突撃をする。
三段
鉄砲攻撃の回数が2回になる。なお、織田信長、明智光秀、島津義弘の3人は3回攻撃できるようになる。また鈴木重秀も、砲術書などの家宝もしくはエディタで三段を付けることで3回攻撃できるようになる。
焙烙
晴れか曇りのときに火矢による弓攻撃になる。場合によっては攻撃したところに点火する。また、放火を使用したときの成功率が高くなる。後述の「諸王の戦い」にのみ登場するロビンフッドは火矢3回攻撃をする。また那須与一も、家宝を付けるなどすれば火矢3回攻撃ができるようになる。
陣形
中規模野戦、大規模野戦の合戦では、「陣形」を利用した戦いが展開される。陣形には「鶴翼」「魚鱗」「雁行」「偃月」「衝軛」「長蛇」「鋒矢」「方円」があり、それぞれに相性がある。この陣形攻撃はとても大きな攻撃力を持ち、陣形に入ってない単独の部隊が陣形攻撃を受けると簡単に全滅してしまう。また、戦場で武将が作ることのできる陣形は武将ごとに決まっており、それが武将の特技の一つとなっている。戦場では、どの武将も総大将になる可能性があるため、少なくとも1つ以上「陣形」を所有している。
烈風伝で用意されている陣形の特徴は次のとおりである。
- 鶴翼（かくよく） - 偃月・衝軛に対して得意である。鋒矢・長蛇には苦手である。攻撃力が高い。
- 魚鱗（ぎょりん） - 長蛇に対して得意である。偃月には苦手である。攻撃力と防御力をバランスよく備えている。
- 雁行（がんこう） - 方円には得意である。鋒矢には苦手である。移動力が高い。
- 偃月（えんげつ） - 魚鱗には得意である。鶴翼には苦手である。防御力が高い。
- 衝軛（こうやく） - 鋒矢には得意である。鶴翼には苦手である。攻撃力と防御力をバランスよく備えている。
- 長蛇（ちょうだ） - 鶴翼に対して得意である。魚鱗には苦手である。移動力が高い。
- 鋒矢（ほうし）    - 鶴翼・雁行に対して得意である。衝軛・方円には苦手である。攻撃力が高い。
- 方円（ほうえん） - 鋒矢に対して得意である。雁行には苦手である。防御力が高い。

この「陣形」を利用した戦闘システムは、「信長の野望・天道」でも採用されている。

### 職業
各職業によるゲーム進行への影響は以下の通り。また、職業を持つものは同じ職業の浪人を登用しやすくなる。
忍者
調略の成功率が上がる。籠城戦では、壁越えを成功しやすくなる。調略に失敗したとき敵方の武将に捕まらない。服部半蔵、滝川一益、風魔小太郎、百地三太夫、などが主な忍者。
僧侶
この能力を持つ大名はキリスト教の宣教師の訪問が全くなくなる。本願寺顕如、下間頼廉など、石山本願寺などの一向宗や仏教徒に多い。
剣豪
調略において暗殺の成功率が上がる。また、御前試合をするには剣豪武将が配下にいる必要がある。柳生宗厳、宮本武蔵などが主な剣豪。
一部の機種を除いて、剣豪の職を持つ武将が他の武将に指南をして出奔するイベントが起こる。たとえ、指南する者とされる者に血縁関係があっても起こるイベントであり、指南された武将も剣豪になるので、次々と武将が出奔していく場合もある。なお、配下全てが剣豪になるとそれ以上は出奔は起こらなくなる。
茶人
武将のセリフの一部が変化する。茶器は茶会イベントを起こすのに欠かせない。また茶器を与えることによって武将の最大義理が上昇し、等級に応じて上昇値が変化する。織田信長、細川忠興などが主な茶人。

### 内政面
前作と同じく箱庭型内政のゲームだが、前作では内政（開発・建設）時には1人ずつ命令を出さなければならずユニットの管理が面倒な部分があった。本作では複数の武将をまとめて内政担当に指定できるようになった。
その他の前作からの変更点としては次のようなものがある。
- 任意の場所に支城を築けるようになった。
  - 隠し要素として特定の場所に築くことで特殊な山城を造れる。
- 本城よりも小規模ながら支城周辺の内政が可能になった。
- 兵糧か金銭収入が得られる特産品が生産可能になった。内容は各国毎に異なる。
- 街道敷設が可能になった。

このように、内政の自由度が向上しているが、本城と支城の切り替えはできない。道造りについては、ゲームの主目的である全国統一などを度外視して、全国津々浦々に道造りをしていくという楽しみ方も可能になっている。
また、前作に引き続き、攻城などを行う軍勢ユニットも、内政と同一マップ上で行動するシステムとなっている。このほかに、外交や調略を行う際、これに関わる2ヶ国間が地理的に遠く離れていれば離れているほど、コマンドの選択から実行までのタイムラグが大きくなるという変更が行われた。これも箱庭マップシステムの延長線上にある仕様となっている。例えば、九州の薩摩から東北の陸奥まで外交するのにコンシューマ版で6ヶ月、パソコン版で9ヶ月かかる。

### 合戦面
合戦は野戦・海戦と攻城戦の2つに大別される。野戦は部隊数によって戦場の規模やコマンド内容が変化する。小部隊による小規模野戦は従来のHEX戦に近い感覚で行われるが、中規模野戦、大規模野戦では、「陣形」の概念が発生する。陣形が発生した状態での衝突には、参陣する個々の武将の能力よりもそれを率いる総大将の能力が顕著に反映される。各陣形には相性があるため、敵軍の布陣に対して相性の良い陣形で戦うことができれば、それだけ戦況を有利に導くことが可能である。
また、士気は武将個別でなく、攻撃・守備側軍団の双方に設定されている。敵部隊を壊滅させる、敵部隊が退却する、櫓を占領する、などにより味方の士気を上げて敵の士気を下げることができる。あるいは混乱やクリティカル攻撃を加えることによって敵の士気を下げることもできる。士気の高さは部隊の攻撃・守備力に影響が出るだけでなく、一定以下になると兵が逃走し始め、0になると敗北となる。このため大規模戦では士気の消耗により決着が付くこともある。
攻城戦で守備側は配下武将が城の櫓の数よりすくない場合、櫓の数に応じて架空の足軽頭に兵を任せることができる。能力は正規の武将に比べやや低めに設定されているものの、ある程度は城を守りやすくなっている。
兵科は、野戦や攻城戦では、足軽隊・長槍隊・弓隊・騎馬隊・鉄砲隊・騎馬鉄砲隊、海戦では、関船・安宅船・鉄甲船が存在する。
そのうち足軽隊は長槍隊・弓隊に武装を変更できる。長槍隊時は足軽隊よりも攻撃力や機動力に劣るが防御力は高く、騎馬突撃によるダメージも防げる。弓隊時は遠距離攻撃ができるが、それ以外の面では弱くなる。海戦では武将の身分によって兵科が変化し、侍大将以下は関船、部将以上は安宅船となる。また、身分に問わず鉄甲船を装備させるとこれに変化する。

### 「威信」システム
威信が高いと、調略、外交、戦後処理での捕虜登用などの成功率が上がる。さらに、ターン順が早くなり、敵国の武将が城ごと投降したりするといったメリットがある。本作において、戦略に大きく影響する要素である。
登場武将の忠誠度も、個々に設定された武将の性格付け次第では威信に大きく左右される。本作で最も重要視された要素の一つであった。なお、威信システムは次作『嵐世記』以降も「名声」などと名前を変えて受け継がれた。
威信値は、所有城数と勇名（戦績）から算出され、朝廷からの討伐・朝敵指定や家宝などにより補正が加えられる。弱小勢力であっても、戦争に勝ち続けることで威信を上げて大勢力に対抗できるようになっている。

### パワーアップキット
パワーアップキット（以下、PK）版ではコンピュータ担当大名の思考ルーチンが一部変更された。また追加された機能は以下の通りである。
エディット機能
武将の能力値や各大名家の状態、各城の物資などを変更できる。ショートプレイモード中は使用できない。
ショートプレイモード
シミュレーションゲームは一般的に1回あたりのプレイ時間が長くなりがちだが、本モードでは地方統一など比較的短期間で達成可能な目標を選び、その達成を目指す。一つの目標を達成した後も、別の目標を選び継続してプレイできる。
新武将・新家宝の登録
新武将を最大50人、新家宝を最大50個まで登録でき、シナリオ開始時にプレイ中に登場させるかどうかを選べる。なお、本作以降、新武将の列伝を記述できるようになった。
新大名プレイモード
シナリオの初期配置を変えることや、実際とは違う武将を大名としてゲームを始められる。開始方法としては次の3種類が存在する。
仮想スタート
新武将含めた武将の配置や統治大名を変更してスタートする。
謀反スタート
大名以外の任意の武将に謀反を起こさせ、大名にしてスタートする。謀反に参加させる武将も選ぶことができる。
後継スタート
大名以外の任意の武将を、仕える大名の後継者にしてスタートする。
作成した新武将を大名にして、プレイすることもできる。
年表作成
PC版のみ。人事や合戦、外交についてなどゲーム進行に応じた内容が記録される。史実での出来事も併記される。
シナリオの追加
PC版では6本、PlayStation版やPlayStation Portable版では「諸王の戦い」を加えた7本が追加された。シナリオ節参照。
歴史イベントの追加
イベントが多数追加された。また、特定の場所に威信の上がる香木や、金収入のある金山を隠れており、それらを見つけることでクリアの手助けになる。また、一度見たイベントは後で繰り返し見られる。
なお、通常版のセーブデータをPK版に引き継ぐことは可能だがその逆はできない。
Windows版の「withPK」は現在でも入手は可能だが、PK単体は生産中止となっている。
PC版PKでは有志による非公式のツールも製作されており、ゲームシステムの仕様を大きく変更させることができる。またこれらのツールを使って制作したセーブデータもインターネット上で配布されており、パソコン版には後述のシナリオ10「諸王の戦い」は収録されていないが、これもセーブデータで再現したものもある。

### シナリオ
シナリオは機種によってさまざまだが、基本的には織田信長や豊臣秀吉を基準にしたものが多い。シナリオ4以降はPK版で搭載されたもの。
- シナリオ0 - 1546年3月「信長元服」

無印ではプレイする為に一度ゲームをクリアする必要がする（PS無印版ではクリアしなくても隠しコマンドでプレイ可能）。PK版では標準搭載。
- シナリオ1 - 1560年5月「桶狭間合戦」
- シナリオ2 - 1570年9月「信長包囲網」
- シナリオ3 - 1582年3月「本能寺の変」
- シナリオ4 - 1551年3月「信長家督継承」
- シナリオ5 - 1577年9月「手取川合戦」
- シナリオ6 - 1583年4月「賤ヶ岳合戦」
- シナリオ7 - 1584年3月「小牧長久手合戦」
- シナリオ8 - 1586年1月「九州征伐」
- シナリオ9 - 1589年11月「小田原征伐」
- シナリオ10 - 1570年9月「諸王の戦い」

PlayStation版withPK・PlayStation Portable版withPKと『信長の野望DS』専用のシナリオ。信長包囲網の時代を舞台に、時代も場所も異なる世界中の著名な武将が争う特殊なシナリオ。コーエーの他の歴史シミュレーションゲームからの友情出演に近く、その著名な大名・武将が全国に散らばっているが、今川家のみ、劉禅、ジョン欠地王を配下にした今川氏真によって再興されている。なお、一部の古大名の変更・追加はあるものの、次作のPS2版withPKでも引き続きこのシナリオが収録されている。

### 歴史イベント
本作ではPKで追加された物も含めて、総数54の歴史イベントが用意されている。主人公の織田信長に関連するイベントはもちろん多いが、武田信玄、上杉謙信、徳川家康の限定イベントや特定の武将に限らず発生するイベントも用意されている。前のイベントを発生させていないと次のイベントが起きない場合もあるなど、発生条件の厳しいものから緩いものまで様々ある。
前述の54個以外にも、大名にして始める新大名モード、または仮想モードでのゲーム開始時にはデモとして簡単な架空イベントが起こる。これは、シナリオのデフォルト設定では大名ではない武将に謀反を起こさせるか、もしくは既存の大名の跡を継がせる必要がある。

## PC版とコンシューマ版の違い
PlayStation版やドリームキャスト版などのコンシューマ版ではPC版の内容が大幅にカットされた。
コンシューマ版での変更点は前項目で述べた「諸王の戦い」の追加以外には、
- 国数や大名数の削減。それに伴い全体マップも大幅に縮小されている。
- 特産品の生産種目。
- 支城の築城上限はPC版は各国4つまで、コンシューマ版では3つまで。
- 本城でも大規模な城は規模が小さくなっている。
- 戦略コマンドでは次のコマンドが削除。これに伴い、全国統一した時のエピローグも異なる。
  - 元服前の武将を大名の義理の子にする養子
  - 朝廷の力によって威信度を上下する勅許と推挙それに討伐
- 歴史年表作成機能の削除

などがある。
コンシューマ版は、セーブやロード中の待ち時間に武将を2名紹介するシーンが見られる。PlayStation版と比べてセーブ時間の短いドリームキャスト版では1名のみ紹介される。また今川義元・氏真親子による初心者向けチュートリアルも収録されている。

### コンシューマ版で省略された国と大名
省略された国
- 陸奥津軽（陸奥に統一）
- 陸中（陸前に統一）
- 磐城（岩代に統一）
- 下野（上野に統一）
- 下総（上総安房に統一）
- 北越後・南越後（これらは越後として統一）
- 越中・能登（これらは加賀に統一、S3のみ越中に本城）
- 若狭（越前に統一）
- 飛騨（美濃に統一）
- 伊勢志摩（尾張に統一）
- 丹波・丹後（これらは山城に統一）
- 大和・河内和泉（これらは摂津に統一）
- 但馬（因幡伯耆に統一）
- 石見（出雲に統一）
- 美作（備前に統一）
- 備中備後（安芸に統一）
- 讃岐（阿波淡路に統一）
- 豊前（筑前筑後に統一）
- 北肥後・南肥後（これらは肥後として統一）
- 日向（豊後として統一）
- 大隅（薩摩として統一）

省略された大名
ほとんどの大名は独立勢力として存在する。
- 津軽氏
- 大崎氏
- 相馬氏
- 宇都宮氏
- 結城氏
- 神保氏
- 能登畠山氏
- 若狭武田氏
- 姉小路氏
- 北畠氏
- 筒井氏
- 松永氏
- 波多野氏
- 一色氏
- 三村氏
- 伊東氏
- 肝付氏

## 信長の野望DS
コーエーより2006年4月27日に発売されたニンテンドーDS用歴史シミュレーションゲーム。『烈風伝withPK』をベースに開発されており、マップやコマンド、「諸王の戦い」シナリオなどの特徴からPlayStation版をベースにしていることが分かる。ただしタッチパネルのマウスに似た操作性と2画面の活用などによりWindows版に近い部分も持ち合わせている。
顔画像は『天下創世』や『革新』など、『烈風伝』以降の作品で用いられたグラフィックをベースにしている。各大名の家紋も、織田家の家紋が赤色表示になるなど変更点もある。
ベースとなった『烈風伝withPK』同様に新武将や新家宝を登録してゲームに登場させることはできるが、新武将は10名枠が削減され40名のみ新家宝は20個枠が削減して30個に減りさらに既存の武将や城のデータエディタ機能は搭載されていない。最初の画面に登場するオプションでは武将のデータや歴史イベントを見ることができる。また一部のROMでは振り仮名が無かったり、生没年の表記に誤りのある武将が一部いる。さらに初期ROMでは、命令終了まで残り1ヶ月の建設部隊が即時に城を作ることができてしまうバグや、攻城戦で本丸に隣接する武将を内応させても、本丸の総大将が攻撃を仕掛けないバグもある。

## 信長の野望2（3DS版）
コーエーテクモゲームスより2015年8月6日に発売されたニンテンドー3DS用歴史シミュレーションゲーム。『烈風伝withPK』をベースに開発された『信長の野望DS』のアップグレード版である。
『DS』から、新たに「山崎合戦」「群雄集結」「関ヶ原の戦い」「大阪の陣」のシナリオの追加、登場武将も100名追加された。システム面ではニンテンドー3DSの「すれちがい通信」に対応し、プレイヤー同士でエディット作成した新武将や新家宝の交換が可能になっている。また、セーブデータを作成する枠数も倍増している。
顔画像は『創造』のものに変更された。そして、スマホ版はこの作品の移植となっている。
ただし、スマホ版には「関ヶ原の戦い」と「大坂の陣」のシナリオが無い